# As It Is, As It Was
As It Is, As It Was är ett samlingsalbum av doom metal-gruppen Candlemass, utgivet 1994.

## Låtlista

### CD 1
1. "Solitude" – 5:36
2. "Bewitched" – 6:39
3. "Dying Illusion" – 5:49
4. "Demons Gate" – 9:11
5. "Mirror Mirror" – 5:30 (Live)
6. "Samarithan" – 5:29
7. "Into the Unfanthomed Tower" – 3:04
8. "Bearer of Pain" – 7:24
9. "Where the Runes Still Speak" – 8:39
10. "At the Gallows End" – 5:46
11. "Mourner's Lament" – 6:08

### CD 2
1. "A Tale of Creation" – 6:54
2. "Ebony Throne" – 4:23
3. "Under the Oak" – 6:00
4. "Well of Souls" – 5:23 (Live)
5. "Dark Are the Veils of Death" – 4:04
6. "Darkness in Paradise" – 6:48
7. "The End of Pain" – 4:23
8. "Sorcerer's Pledge" – 10:13
9. "Solitude" – 5:47 (12" version)
10. "Crystal Ball" – 5:27 (12" Version)
11. "Bullfest" – 3:14